# Trine
Trine ist ein weiblicher Vorname und Familienname.

## Herkunft und Bedeutung
Trine ist eine skandinavische Form des Namens Katharina. Im Deutschen ist es umgangssprachlich eine abschätzige Bezeichnung für einen trägen oder ungeschickten Menschen. Ebenso wird der Begriff Trine als abwertende Bezeichnung für eine homosexuelle Person (mit femininem Gebaren) benutzt.

## Bekannte Namensträgerinnen

### Vorname
- Trine Bakke (* 1975), norwegische Skilangläuferin
- Trine Bramsen (* 1981), Politikerin
- Trine Dyrholm (* 1972), dänische Filmschauspielerin und Sängerin
- Trine Skei Grande (* 1969), norwegische Politikerin
- Trine Haltvik (* 1965), norwegische Handballspielerin
- Trine Hansen (* 1973), dänische Ruderin
- Trine Hattestad (* 1966), norwegische Speerwerferin
- Trine Jepsen (* 1977), dänische Sängerin
- Trine Michelsen (1966–2009), dänische Schauspielerin und Model
- Trine Nielsen (* 1980), dänische Handballspielerin
- Trine Qvist (* 1966), dänische Curlerin
- Trine Rønning (* 1982), norwegische Fußballspielerin
- Trine Schmidt (* 1988), dänische Radrennfahrerin
- Trine Lise Sundnes (* 1970), norwegische Politikerin
- Trine Troelsen (* 1985), dänische Handballspielerin
- Trine Trulsen Vågberg (* 1962 als Trine Trulsen), norwegische Curlerin
- Trine-Lise Væring (* 1965), dänische Jazzsängerin

### Fiktive Personen
- Hansens Trine, Märchen der Brüder Grimm
- Trin' Jans, Charakter in Theodor Storms Novelle "Der Schimmelreiter"

### Familienname
- Ralph Waldo Trine (1866–1958), US-amerikanischer Schriftsteller